# Cote No 271
Pour les articles homonymes, voir Cote.

Cote No 271 est une municipalité rurale de la Saskatchewan au Canada. Elle est située dans la division de recensement No 9. Le siège de la municipalité est situé dans le bourg de Kamsack.

## Démographie
Cote No 271 avait une population de 551 habitants selon le recensement de Statistiques Canada de 2006.
| 2001 | 2006 | 2011 | 2016 |
| ---- | ---- | ---- | ---- |
| 664  | 551  | 580  | 548  |

## Communautés
Bourg
- Kamsack, siège de la municipalité

Village
- Togo

Hameau organisé
- Runnymede (en)

Hameaux
- Cote
- Kamsack Beach
- Ministik Beack

## Annexe